# Hermano Lobo
Hermano Lobo va ser una revista espanyola d'humor fundada l'11 de maig de 1972, amb Chumy Chúmez com a principal impulsor, inspirat en el setmanari francès Charlie Hebdo. Constava de 16 pàgines de 29 cm × 36 cm, amb dues grapes a cavallet, paper de molt gratmage i més mà, impresa en dues tintes, poc text i il·lustracions de mida gran. Antonio Fraguas de Pablo, Jaume Perich i Manuel Summers hi col·laboraven com dibuixants, i Francisco Umbral, Manuel Vázquez Montalbán i Manuel Vicent com a col·laboradors literaris.
Aviat es va convertir en la revista d'humor de referència del tardofranquisme, arraconant l'envellida "La Codorniz", que va començar un acusat declivi en les preferències dels lectors. Altres destacats col·laboradors van ser un joveníssim Ops (El Roto), que es va incorporar a les acaballes de la publicació i Emilio de la Cruz Aguilar, que amb la seva secció "Los cassetes de Mac Macarra", juntament amb el peculiar i revolucionari llenguatge dels personatges d'Antonio Fraguas de Pablo, van crear un paradigma lèxic dels joves espanyols de la dècada de 1970. Aquesta revista va publicar 213 nombres fins al 6 de juny de 1976, quan desaparegué després de nombrosos segrests editorials i problemes amb la censura franquista.
L'agost de 2007 aquesta revista torna a sortir a llum de manera digital. En un projecte conjunt d'Ediciones Pléydes i la Universitat de Salamanca, es porta a terme la digitalització i catalogació dels 213 números de la revista. El principal impulsor d'aquest projecte ha estat José Angel Ezcurra Carrillo, antic editor de la versió en paper. Per la part de la Universitat de Salamanca van participar els professionals del serveis d'arxius i biblioteques. Integrats pel director del servei Severiano Hernández Vicente i els professionals cubans Emilio Joel Macias Gómez, Abel Casaus Peña, Claudia Marcos Marisy, Lourdes Borras Veiga i Karoll William Pérez Zambrano.
El resultat d'aquest projecte es pot veure a hermanolobodigital.com.